# Veronica ciliata
Veronica ciliata là một loài thực vật có hoa trong họ Mã đề. Loài này được Fisch. miêu tả khoa học đầu tiên năm 1812.